# El Zarco, Morelos
El Zarco är en ort i Mexiko.   Den ligger i kommunen Yautepec och delstaten Morelos, i den sydöstra delen av landet, 60 km söder om huvudstaden Mexico City. El Zarco ligger 1 234 meter över havet och antalet invånare är 698.
Terrängen runt El Zarco är kuperad åt nordväst, men åt sydost är den platt. Runt El Zarco är det mycket tätbefolkat, med 1 361 invånare per kvadratkilometer. Närmaste större samhälle är Cuernavaca, 17,3 km väster om El Zarco. Omgivningarna runt El Zarco är en mosaik av jordbruksmark och naturlig växtlighet.